# Museo Antoine de Saint-Exupéry
El Museo Antoine de Saint-Exupéry es un museo de correo aéreo. Este museo se encuentra en Tarfaya, Marruecos. Fundado en 2004, está dedicado al famoso escritor y aviador Antoine de Saint-Exupéry (1900-1944), que vivió allí durante dos años 1927-1929, y encuentra la inspiración de una parte importante de su obra literaria.